# Cantó de Gevrey-Chambertin
El cantó de Gevrey-Chambertin és un cantó francès del departament de Costa d'Or, situat al districte de Dijon. Té 32 municipis i el cap és Gevrey-Chambertin.

## Municipis
- Barges
- Bévy
- Brochon
- Broindon
- Chambœuf
- Chambolle-Musigny
- Chevannes
- Clémencey
- Collonges-lès-Bévy
- Corcelles-lès-Cîteaux
- Couchey
- Curley
- Curtil-Vergy
- Détain-et-Bruant
- Épernay-sous-Gevrey
- L'Étang-Vergy
- Fénay
- Fixin
- Gevrey-Chambertin
- Messanges
- Morey-Saint-Denis
- Noiron-sous-Gevrey
- Quemigny-Poisot
- Reulle-Vergy
- Saint-Philibert
- Saulon-la-Chapelle
- Saulon-la-Rue
- Savouges
- Segrois
- Semezanges
- Ternant
- Urcy

## Història
| Data d'elecció                           | Identitat          | Partit                     | Qualitat |
| ---------------------------------------- | ------------------ | -------------------------- | -------- |
| 1955-1961                                | Jacques Bazin      | MRP                        |          |
| 1961-1965                                | Arsène Amiot       | Divers droite              |          |
| 1965-1979                                | Georges Lignier    | Divers droite, després UDF |          |
| 1979-                                    | Jean-Claude Robert | PS                         |          |
| les dades anteriors no són pas conegudes |                    |                            |          |
|                                          |                    |                            |          |

## Demografia
| A partir de 1990: Població sense dobles comptes |